# Sveriges damlandskamper i fotboll 2022
Sveriges damlandskamper i fotboll 2022 består av såväl cupspel, kvalmatcher och vänskapsmatcher. Det svenska damlandslaget deltar i EM under sommaren 2022, som har flyttats från 2021. Under våren deltog och vann laget i Algarve Cup, som återigen genomfördes efter ett års uppehåll. Mellan april och september spelades kvalmatcher till VM 2023.
I vänskapslandskampen mot Brasilien den 28 juni slogs nytt publikrekord för damfotboll i Sverige, med 33 218 åskådare.

## Algarve Cup
Sveriges damlandslag vann Algarve Cup efter att ha besegrat Italien efter straffsparksläggning i finalen.
Danmark drog sig ur turneringen på grund av att de hade fått in covid-19 i truppen. Sverige tilldömdes därför segern i matchen mot Danmark på walkover.

### Gruppspel
|             | 18 februari | Sverige | 3 – 0        | Danmark | Estádio Algarve |      |
| 17:05 UTC±0 | 17:05 UTC±0 |         | (WO) Rapport |         | Faro            | Faro |
| 17:05 UTC±0 | 17:05 UTC±0 |         |              |         | Faro            | Faro |
| 17:05 UTC±0 | 17:05 UTC±0 |         |              |         | Faro            | Faro |

|             | 20 februari | Portugal | 0 – 4           | Sverige                                                                        | Estádio Algarve                         |                                         |
| 17:05 UTC±0 | 17:05 UTC±0 |          | (0 – 0) Rapport | 56′ Hanna Glas 60′ Amanda Ilestedt 74′ Kosovare Asllani 76′ Stina Blackstenius | Algarve Domare: Kim Yu-jeong (Sydkorea) | Algarve Domare: Kim Yu-jeong (Sydkorea) |
| 17:05 UTC±0 | 17:05 UTC±0 |          |                 |                                                                                | Algarve Domare: Kim Yu-jeong (Sydkorea) | Algarve Domare: Kim Yu-jeong (Sydkorea) |
| 17:05 UTC±0 | 17:05 UTC±0 |          |                 |                                                                                | Algarve Domare: Kim Yu-jeong (Sydkorea) | Algarve Domare: Kim Yu-jeong (Sydkorea) |

### Final
|             | 23 februari | Sverige                                                                                   | 0000 1 – 1 (e.fl.)         | Italien                                                                                            | Estádio Municipal de Lagos            |                                       |
| 11:06 UTC±0 | 11:06 UTC±0 | Caroline Seger 72′ (str.)                                                                 | (0 – 1) Rapport            | 18′ Valentina Giacinti                                                                             | Lagos Domare: Kim Yu-jeong (Sydkorea) | Lagos Domare: Kim Yu-jeong (Sydkorea) |
| 11:06 UTC±0 | 11:06 UTC±0 |                                                                                           |                            | | Lagos Domare: Kim Yu-jeong (Sydkorea) | Lagos Domare: Kim Yu-jeong (Sydkorea) |
| 11:06 UTC±0 | 11:06 UTC±0 | Caroline Seger Kosovare Asllani Stina Blackstenius Emma Berglund Filippa Angeldal Lindahl | Straffsparksläggning 6 – 5 | Manuela Giugliano Sara Gama Cristiana Girelli Valentina Cernoia Arianna Caruso Annamaria Serturini | Lagos Domare: Kim Yu-jeong (Sydkorea) | Lagos Domare: Kim Yu-jeong (Sydkorea) |

## VM-kval vår
|             | 7 april     | Georgien | 0 – 15           | Sverige | Tengiz Burjanadze-stadion                  |                                            |
| 20:00 UTC+4 | 20:00 UTC+4 |          | (0 – 11) Rapport | 3′ Fridolina Rolfö 8′, 32′, 39′ Filippa Angeldahl 15′, 21′ Stina Blackstenius 18′ Linda Sembrant 26′ Amanda Ilestedt 29′ Jonna Andersson 35′, 42′ Lina Hurtig 67′ Rebecka Blomqvist 76′, 81′ Kosovare Asllani 90+4′ Olivia Schough | Gori Domare: Hristiyana Guteva (Bulgarien) | Gori Domare: Hristiyana Guteva (Bulgarien) |
| 20:00 UTC+4 | 20:00 UTC+4 |          |                  | | Gori Domare: Hristiyana Guteva (Bulgarien) | Gori Domare: Hristiyana Guteva (Bulgarien) |
| 20:00 UTC+4 | 20:00 UTC+4 |          |                  | | Gori Domare: Hristiyana Guteva (Bulgarien) | Gori Domare: Hristiyana Guteva (Bulgarien) |

|             | 12 april    | Sverige              | 1 – 1           | Irland           | Gamla Ullevi                                                  |                                                               |
| 18:30 UTC+2 | 18:30 UTC+2 | Kosovare Asllani 79′ | (0 – 1) Rapport | 44′ Katie McCabe | Göteborg Publik: 12 123 Domare: Iuliana Demetrescu (Rumänien) | Göteborg Publik: 12 123 Domare: Iuliana Demetrescu (Rumänien) |
| 18:30 UTC+2 | 18:30 UTC+2 |                      |                 |                  | Göteborg Publik: 12 123 Domare: Iuliana Demetrescu (Rumänien) | Göteborg Publik: 12 123 Domare: Iuliana Demetrescu (Rumänien) |
| 18:30 UTC+2 | 18:30 UTC+2 |                      |                 |                  | Göteborg Publik: 12 123 Domare: Iuliana Demetrescu (Rumänien) | Göteborg Publik: 12 123 Domare: Iuliana Demetrescu (Rumänien) |

## Vänskapsmatch
|  | 28 juni | Sverige                                                            | 3 – 1           | Brasilien   | Friends Arena                                             |                                                           |
|  |         | Johanna Rytting Kaneryd 65′ Lina Hurtig 67′ Stina Blackstenius 89′ | (0 – 0) Rapport | 50′ Debinha | Stockholm Publik: 33 218 Domare: Sandra Bastos (Portugal) | Stockholm Publik: 33 218 Domare: Sandra Bastos (Portugal) |
|  |         |                                                                    |                 |             | Stockholm Publik: 33 218 Domare: Sandra Bastos (Portugal) | Stockholm Publik: 33 218 Domare: Sandra Bastos (Portugal) |
|  |         |                                                                    |                 |             | Stockholm Publik: 33 218 Domare: Sandra Bastos (Portugal) | Stockholm Publik: 33 218 Domare: Sandra Bastos (Portugal) |

## Europamästerskapet

### Gruppspel
| 5           | 9 juli 2022 | Nederländerna  | 1 – 1           | Sverige             | Bramall Lane                                           |                                                        |
| 20:00 UTC+1 | 20:00 UTC+1 | Jill Roord 52′ | (0 – 1) Rapport | 36′ Jonna Andersson | Sheffield Publik: 21 342 Domare: Cheryl Foster (Wales) | Sheffield Publik: 21 342 Domare: Cheryl Foster (Wales) |
| 20:00 UTC+1 | 20:00 UTC+1 |                |                 |                     | Sheffield Publik: 21 342 Domare: Cheryl Foster (Wales) | Sheffield Publik: 21 342 Domare: Cheryl Foster (Wales) |
| 20:00 UTC+1 | 20:00 UTC+1 |                |                 |                     | Sheffield Publik: 21 342 Domare: Cheryl Foster (Wales) | Sheffield Publik: 21 342 Domare: Cheryl Foster (Wales) |

| 14          | 13 juli 2022 | Sverige                                | 2 – 1           | Schweiz             | Bramall Lane                                                   |                                                                |
| 17:00 UTC+1 | 17:00 UTC+1  | Fridolina Rolfö 53′ Hanna Bennison 79′ | (0 – 0) Rapport | 55′ Ramona Bachmann | Sheffield Publik: 12 914 Domare: Marta Huerta de Aza (Spanien) | Sheffield Publik: 12 914 Domare: Marta Huerta de Aza (Spanien) |
| 17:00 UTC+1 | 17:00 UTC+1  |                                        |                 |                     | Sheffield Publik: 12 914 Domare: Marta Huerta de Aza (Spanien) | Sheffield Publik: 12 914 Domare: Marta Huerta de Aza (Spanien) |
| 17:00 UTC+1 | 17:00 UTC+1  |                                        |                 |                     | Sheffield Publik: 12 914 Domare: Marta Huerta de Aza (Spanien) | Sheffield Publik: 12 914 Domare: Marta Huerta de Aza (Spanien) |

| 22          | 17 juli 2022 | Sverige                                                                                                  | 5 – 0           | Portugal | Sports Village                                             |                                                            |
| 17:00 UTC+1 | 17:00 UTC+1  | Filippa Angeldal 21′, 45′ Carole Costa 45+7′ (sjm.) Kosovare Asllani 54′ (str.) Stina Blackstenius 90+1′ | (3 – 0) Rapport |          | Leigh Publik: 7 118 Domare: Stéphanie Frappart (Frankrike) | Leigh Publik: 7 118 Domare: Stéphanie Frappart (Frankrike) |
| 17:00 UTC+1 | 17:00 UTC+1  | |                 |          | Leigh Publik: 7 118 Domare: Stéphanie Frappart (Frankrike) | Leigh Publik: 7 118 Domare: Stéphanie Frappart (Frankrike) |
| 17:00 UTC+1 | 17:00 UTC+1  | |                 |          | Leigh Publik: 7 118 Domare: Stéphanie Frappart (Frankrike) | Leigh Publik: 7 118 Domare: Stéphanie Frappart (Frankrike) |

## VM-kval höst
|  | 6 september | Finland | –       | Sverige | Ratina stadion |            |
|  |             |         | Rapport |         | Tammerfors     | Tammerfors |
|  |             |         |         |         | Tammerfors     | Tammerfors |
|  |             |         |         |         | Tammerfors     | Tammerfors |

## Sveriges målgörare 2022
Uppdaterad 2022-06-28.

- Kosovare Asllani 4 + 1
- Stina Blackstenius 4 + 1
- Filippa Angeldal 3 + 1
- Lina Hurtig 3
- Amanda Ilestedt 2
- Caroline Seger 1 + 1
- Hanna Glas 1
- Fridolina Rolfö 1
- Linda Sembrant 1
- Jonna Andersson 1
- Rebecka Blomqvist 1
- Olivia Schough 1
- Johanna Rytting Kaneryd 1
- Emma Berglund 0 + 1
- Hedvig Lindahl 0 + 1

### Fotnoter
1. ↑  Petter Östman (28 juni 2022). [expressen.se/sport/fotboll/em-2022/just-nu-sverige-krossar-rekordet/ ”Sverige krossar det gamla publikrekordet”]. expressen.se. Expressen. expressen.se/sport/fotboll/em-2022/just-nu-sverige-krossar-rekordet/. Läst 29 juni 2022.
2. ↑  ”Algarve Cup 2022”. svenskfotboll.se. Svenska Fotbollförbundet. Arkiverad från originalet den 29 juni 2022. https://web.archive.org/web/20220629201105/https://www.svenskfotboll.se/landslag/dam/algarve-cup/. Läst 29 juni 2022.
3. ↑  ”Danmarksmatchen inställd”. svenskfotboll.se. Svenska Fotbollförbundet. 17 februari 2022. https://www.svenskfotboll.se/nyheter/landslag/2022/02/danmark-algarve-2022/. Läst 29 juni 2022.